# Raimondo van Riel
Raimondo van Riel (* 22. Januar 1881 in Rom; † 9. Mai 1962 ebenda) war ein italienischer Schauspieler und Maskenbildner.

## Leben
Riel begann mit Auftritten auf einer römischen Laienbühne, wo er als Schurkendarsteller bekannt wurde. Von 1909 bis 1919 war er zusammen mit seiner Ehefrau, der Schauspielerin Aidé Bongini, Mitglied der Schauspieltruppe von Alfredo Sainati. 1919 erhielt er einen Vertrag bei dem Filmproduzenten und Regisseur Enrico Guazzoni und wurde in den folgenden Jahren ein häufig eingesetzter Darsteller von Bösewichten.
Nach seiner Mitwirkung in Georg Jacobys Quo Vadis? kam er 1927 nach Berlin und erhielt einige Zeit lang im deutschen Film häufig größere Aufgaben, insbesondere als Widersacher von Harry Piel. 1930 ging er wieder nach Italien und begnügte sich mit einigen Nebenrollen; er arbeitete nun aber vorwiegend als Maskenbildner und übernahm 1937 eine Lehraufgabe über Maskenbildnerei am Centro Sperimentale di Cinematografia in Rom. In dem Monumentalfilm Ben Hur hatte er 1959 noch einen späten Auftritt.

## Filmografie
- 1914: Per un’ora d’amore
- 1919: Fiamma simbolica
- 1920: La morte piange, ride e poi …
- 1920: L’amico
- 1920: La ladra di fanciulli
- 1921: La congrega dei ventiquattro
- 1921: Un fiore nel fango
- 1921: Primavera
- 1921: Le tre ombre
- 1922: La tormenta
- 1922: Tre persone per bene
- 1923: La madre folle
- 1923: I promessi sposi
- 1923: Il sacco di Roma
- 1923: Un viaggio nell’impossibile
- 1924: Il cammino delle stelle
- 1924: Quo Vadis?
- 1925: Zigano, der Brigant vom Monte Diavolo
- 1925: La cavalcata ardente
- 1925: La giovinezza del diavolo
- 1925: Der Kampf gegen Berlin
- 1926: Menschenleben in Gefahr
- 1926: Beatrice Cenci
- 1926: Risa e lacrime
- 1927: Das Geheimnis des Abbé X
- 1927: Der goldene Abgrund
- 1927: Manege
- 1927: El moroso de la nona
- 1927: I rifiuti del Tevere
- 1927: Ramper, der Tiermensch
- 1927: Das Geheimnis des Abbé X
- 1928: Die letzte Galavorstellung des Zirkus Wolfsohn
- 1928: Ritter der Nacht
- 1928: Die Republik der Backfische
- 1928: Gaunerliebchen
- 1928: Flucht aus der Hölle
- 1928: Kiff Tebbi
- 1928: Der Herzensphotograph
- 1928: Dva pekelné dny
- 1928: Das letzte Souper
- 1928: S.O.S. Schiff in Not
- 1928: Mein Herz ist eine Jazzband
- 1929: Der Bund der Drei
- 1929: Die Schmugglerbraut von Mallorca
- 1929: Verirrte Jugend
- 1930: Kurs auf die Ehe (Kire lained)
- 1930: Im Kampf mit der Unterwelt
- 1930: Achtung! – Auto-Diebe!
- 1930: Die Jagd nach der Million
- 1930: Mein Herz gehört Dir…
- 1930: La donna di una notte
- 1930: Gehetzte Mädchen
- 1931: Figaro e la sua gran giornata
- 1931: La lanterna del diavolo
- 1931: Terra madre
- 1931: Corte d’Assise
- 1931: Königin einer Nacht (La donna di una notte)
- 1934: Luci sommerse
- 1935: Lorenzino de’ Medici
- 1937: Karthagos Fall (Scipione l'Africano)
- 1939: Due milioni per un sorriso
- 1939: Die Nacht der Vergeltung (Blutrache) (Angélica)
- 1940: Il ponte dei sospiri
- 1942: Il leone di Damasco
- 1946: Rom in Flammen (L’apocalisse)
- 1948: Römische Hochzeit (Il barone Carlo Mazza)
- 1948: Sklaven des Lasters (Una lettera all'alba)
- 1948: Città dolente
- 1949: Margherita da Cortona
- 1949: Der Troubadour (Il trovatore)
- 1950: Benvenuto reverendo!
- 1958: Junge Leute von heute (Primo amore)
- 1959: Esterina
- 1959: Ben Hur (Ben-Hur)
- 1961: Konstantin der Große (Costatino il grande)